# 熊毛インターチェンジ
熊毛インターチェンジ（くまげインターチェンジ）は、山口県周南市安田にある山陽自動車道のインターチェンジ。光市の最寄りインターチェンジである。

## 歴史
- 1990年（平成2年）12月20日：熊毛IC - 徳山東IC間開通に伴い、供用開始[1]。
- 1992年（平成4年）6月25日：岩国IC - 熊毛IC間開通[1]。

## 周辺
- 山口県立熊毛北高等学校
- 周防 三丘宍戸氏館
- 徳修館
- 三丘ゆめ広場「学びの椅子」
- 三丘（みつお）温泉
- 東善寺
- 曹洞宗 久岳山 貞昌寺（三丘宍戸家の菩提寺）
- 毛利元就公歯廟
- 三丘嶽城
- 夫婦岩　(高水神社奥の院)
- 高水神社
- コメリハード&グリーン 熊毛店
- セブン-イレブン 熊毛インター店
- 周南カントリー倶楽部
- 呼鶴（よびつる）温泉
- 周南市立熊毛中学校
- 熊毛武道館
- 周南市役所 熊毛総合支所
- 熊毛郵便局
- 鶴声軒本舗「鶴の巣籠」
- 西善寺
- 高水駅（JR西日本 岩徳線）

## 接続する道路
- 山口県道8号徳山光線
- 国道2号

## 料金所
ブース数：5

### 入口
- ブース数：2
  - ETC専用：1
  - 一般：1

### 出口
- ブース数：3
  - ETC専用：1
  - 一般：2

## 高速バス停留所
熊毛バスストップ（くまげバスストップ）とは、山口県周南市安田の山陽自動車道の熊毛IC料金所施設内にある高速バス乗り場。
停留所設備は料金所施設内に設けられており、停車するバスはいったん料金所を出て客扱いを行う形になる。
高速バス利用者専用有料駐車場（1日300円）あり。

### 停車する路線
- 萩エクスプレス（防長交通）
  - 東京 - 大竹・岩国・徳山・防府・山口湯田温泉・萩
- カルスト号（近鉄バス・防長交通）
  - 京都・大阪（あべの橋・なんば・梅田）・神戸（三宮） - 大竹・岩国・徳山・防府・山口湯田温泉・萩
- 広島 - 徳山・防府・山口線（広交観光・防長交通）
  - 広島 - 徳山 - 防府 - 山口湯田温泉

## 隣
E2 山陽自動車道
(35)玖珂IC - (36)熊毛IC - 下松SA - (37)徳山東IC